# Pavel Hapal
Pavel Hapal (* 27. července 1969 Kroměříž) je český fotbalový trenér, který od října 2022 vede český klub FC Baník Ostrava, a bývalý profesionální fotbalista, který hrával na pozici ofenzivního záložníka. Mezi lety 1991 a 1996 odehrál 31 utkání v dresu československé a české reprezentace, v nichž vstřelil 1 branku.
Jako hráč působil mimo Česko (resp. Československa) v Německu a Španělsku. Jako kouč trénoval mimo Česko na Slovensku a v Polsku.

## Hráčská kariéra
Pavel Hapal patřil k velkým talentům českého fotbalu. Byl prototypem rychlého a agresivního záložníka podporujícího útok převážně z levé strany (předchůdce Pavla Nedvěda v reprezentaci). Ovšem jeho slibně rozvíjející se kariéru v reprezentaci i na klubové úrovni zastavilo zranění nohy, jehož následky si nesl až do konce své kariéry.

### Sezóna 1991/92
SK Sigma Olomouc měla v sezóně 1991/92 velmi silný tým, který držel krok s oběma pražskými „S“ (Sparta, Slavia) i se slovenským klubem Slovanem Bratislava. Měla v kádru dva vynikající mladé hráče Pavla Hapala a Radoslava Látala.
Oba mladíci na sebe upozornili nejen v lize, ale i v Poháru UEFA, který SK Sigma Olomouc ten rok hrála velmi dobře. Spanilou jízdu pohárem nakonec zakončila ve čtvrtfinále s Realem Madrid, se kterým prohrála minimálním rozdílem.
Už během roku dostával Hapal nabídky ze zahraničí. Nakonec se rozhodl pro klub Bayer 04 Leverkusen.

### Bundesliga 1992–1995
Bayer ten rok nehrál žádnou evropskou soutěž. Hapal od začátku dostával příležitost hrát v základní sestavě a stal se oporou týmu. Na konci sezóny 1992/93 s klubem vyhrál německý pohár.
V lize patřil Bayer ke klubům bojujícím o 2-5. příčku zajišťující pohár UEFA. V sezóně 1993/94 klub hrál Pohár vítězů pohárů a dostal se až do čtvrtfinále kde v divokém skóre vypadl s Benficou Lisabon 5:5 na branky na hřišti soupeře.
Ve své poslední sezóně za Bayer si opět zahrál pohár UEFA. S týmem se dostal až do semifinále kde vypadl s Parma FC. Během sezóny dostával různé nabídky z jiných klubů. Nakonec neodolal nabídce od CD Tenerife kam si ho vyžádal trenér Jupp Heynckes jako posilu útoku.
V reprezentaci patřil Hapal v pilířům záložní řady československého respektive českého týmu. Byl jedním ze strůjců úspěchu Česka v kvalifikaci na EURO 96.

### Zranění 1995–1999
CD Tenerife skončilo v minulé sezóně na 15. místě, pár příček od sestupu. Na sezónu 1995/96 angažovalo zkušeného německého trenéra Juppa Heynckese, který se snažil do týmu přivést nové tváře převážně ty, které dobře znal. Hapal byl jeden z nich. Do Španělska šel již jako zkušený hráč, který měl v základní sestavě místo prakticky jisté.
Klub hrál ten rok výborně a vybojoval 5. místo, které zajišťovala místo v pohár UEFA.
Pro Hapala měl konec sezóny smutnou dohru. Měsíc před startem na EURO 96 si 5. 5. 1996 v ligovém zápasu CD Tenerife s Real Sociedad zlomil levou nohu při srážce s vlastním brankářem. To, že si soutěžní zápas zahraje skoro až za tři roky tušil málokdo. Samotné zranění (fraktura holenní kosti) bylo komplikované, ale ve fotbale ne tak výjimečné. Během roku musel třikrát na operaci a když už noha po roce správně srostla, přišla další rána v podobě zranění šlach opět v levé noze. Aby toho nebylo málo, v posledním přípravném zápase před španělskou ligou sezóny 1998/99 si natrhl sval. Se Sigmou se připravoval během zimní přestávky a s radostí přivítal když mu Tenerife umožnilo hostovat za olomoucký klub v jarní části první ligy.
Od svého zranění si za reprezentaci už nezahrál. Na EURO 96 sice odcestoval, ale pouze jako člen výpravy. Svoji statistiku zakončil na 31 startech, ve kterých vstřelil jednu branku.

### Gambrinus liga 1999–2002
V jarní části Gambrinus ligy roku 1999 hostoval ve svém mateřském klubu SK Sigma Olomouc, za který odehrál 12 zápasů, ve kterých se blýskl 8 góly. Vypadalo to, že všechny zdravotní problémy pominuly a Hapal se pomalu dostával do své reprezentační formy. V létě se dokonce dostal do širší nominace české reprezentace tehdy vedené Jozefem Chovancem.
V létě mu rovněž skončilo hostování a byť měl několik nabídek z Německa (Norimberk, Freiburg), Česka (Sparta, Olomouc), tak rozhodl se vrátit zpátky do Španělska a pomoct sestupujícímu CD Tenerife dostat se zpět do La Ligy. Bral to jako revanš klubu za to, že ho neopustil při jeho dlouhodobém zranění.
Faktem ovšem bylo, že si za španělský klub nezahrál. Celý podzim 1999 proseděl na tribuně, protože ho klub nezapsal na soupisku. Když se mu v lednu 2000 ozvala Sparta Praha, že by ho byla ochotna za 8,5 milionu korun koupit, tak s díky nabídku přijal. Za tento krok ho spousta fanoušků Sigmy odsuzovala (do konce smlouvy v Tenerife mu zbývalo půl roku), ale on se hájil steskem po rodině a hlavně po sedmiletému synu Lukášovi, který žil se svojí matkou v Olomouci. Smlouvu podepsal do konce sezóny 2001/02.
Do Sparty přišel jako zkušený hráč a od začátku nastupoval na levém kraji zálohy. Ke konci února se mu ozvaly poprvé třísla a vynechal několik týdnů. Do nemilosti fanoušků Sparty upadl 21. 3. 2000 po zápase Ligy mistrů s FC Barcelonou, kdy v závěru zápasu (88. minuta) jako střídající hráč za stavu 1:1 neproměnil penaltu. Vzápětí z protiútoku Sparta inkasovala gól a prohrála 1:2. V zápase šlo o postup ze skupiny do vyřazovacích bojů. Nedařilo se mu ani dál. Od té doby většinou vysedával na lavičce. V lepším případě střídal.
Po sezóně ho Sparta pustila do Sigmy Olomouc, kde podepsal tříletou smlouvu. Stal se nejdražší posilou v tehdejší historii klubu (8 mil. Kč). Hned v prvním přípravném zápase se trefil do sítě. V sezóně 2000/01 se stal oporou a hlavně střelcem týmu (místo zálohy hrával v útoku). Několikrát se dostal i do ligové sestavy kola. Po půl roce se mu ovšem začala vracet různá zranění (natažený sval apod.). Prakticky neprodělal zimní přípravu a na jaře to bylo v jeho výkonech znát. Sigma ten rok, ale hrála výborně. Dlouho bojovala se Slavií Praha a Spartou Praha o Ligu mistrů. Ovšem v závěru sezóny mužstvu celkově došly síly a bylo z toho konečné třetí místo. Hapal nakonec prohrál i těsný boj o korunu ligových střelců s drnovickým Vítězslavem Tůmou.
Do sezóny 2001/02 šel Hapal s elánem, ale mužstvu se celkově úvod sezóny nevydařil. Nemastné neslané výsledky v lize vyústily debaklem v Poháru UEFA s Celtou Vigo 4:0. A doplatil na to i samotný Hapal, který v zápase zahodil dvě tutovky (v jedné netrefil ze tří metrů prázdnou bránu). V dalším zápase proti Opavě se neobjevil ani na lavičce. Oficiálně z důvodu toho, aby se dal kondičně dopořádku do odvety proti Vigu. V zákulisí se ale mluvilo o sporech Hapala s trenérem Leošem Kalvodou. V odvetě, kterou Olomouc proti Vigu vyhrála 4:3 se Hapal ve 32. minutě zranil (nespecifikováno). Do konce sezóny podzimní části se již v dresu Sigmy neobjevil. V zimě o něj projevili zájem Drnovice, ale k přestupu nakonec sešlo kvůli nevyrovnaným dluhům Drnovic.

### Vyhazov ze Sigmy
Dne 9. 1. 2002 se v novinách objevila zpráva, že byl Pavel Hapal společně se svým spoluhráčem Radkem Látalem vyhozeni z klubu SK Sigma Olomouc. Tato zpráva vyvolala velký poprask na fotbalové scéně. Odborníci se shodovali nad tím, že oba borci sice byli úplně z formy, ale takové nedůstojné jednání si nezasloužili.
Látalovi se ještě podařilo najít tým v první lize, za který hrál (FC Baník Ostrava), ale Hapal skončil v druholigovém týmu HFK Olomouc, se kterým trénoval. Na začátku února 2002 ho kontaktovaly druholigové České Budějovice, které trénoval Milan Bokša. Tedy trenér, pod kterým hostoval v Sigmě ještě jako hráč Tenerife na jaře 1999. Jarní část druhé ligy hrál v základní sestavě, ale po odchodu Bokši z týmu ke konci března pomalu přestával pod staronovým trenérem Tobiášem hrávat. Navíc ke konci sezóny se i zranil. Začátkem června 2002 se rozhodl ukončit hráčskou kariéru.

## Trenérská kariéra
Po ukončení hráčské kariéry začal trénovat, vedl několik českých a slovenských mužstev, krátce působil jako asistent reprezentace ČR a jako trenér získal titul mistra slovenské ligy 2009/10 s MŠK Žilina. Žilinu dovedl do hlavní fáze Ligy mistrů UEFA, tam však v konkurenci týmů Chelsea FC, Olympique Marseille a FK Spartak Moskva nezískala ani bod.

### Zagłębie Lubin
Od 30. října 2011 byl trenérem polského fotbalového týmu KGHM Zagłębie Lubin. V sezóně 2012/13 skončil s týmem se 40 body na 7. místě, v posledním kole Zagłębie porazil Wisłu Kraków 1:0. Klubu byly nicméně odpočítány 3 body za korupci v sezóně 2005/06 a v konečné tabulce obsadil 9. místo. 30. července 2013 byl po dvou ligových porážkách s Gliwicemi a Pogońem Szczecin z trenérské funkce odvolán.

### FK Senica
Dne 12. března 2014 se stal hlavním trenérem slovenského mužstva FK Senica, kde podepsal smlouvu na rok a půl s následnou roční opcí. V prvním zápase na lavičce Senice 15. 3. 2014 proti FC Nitra si připsal úspěšnou premiéru, jeho mužstvo vyhrálo 2:1. V utkání 24. kola 31. 3. 2014 proti ŠK Slovan Bratislava (prohra Senice 0:2) odtrénoval jubilejní stý zápas ve slovenské nejvyšší soutěži. V ročníku 2013/14 skončila Senica na 6. místě. Dne 9. 11. 2014 v 17. kole nejvyšší soutěže porazilo trenérovo mužstvo po více než čtyřech letech v lize Slovan Bratislava.

### Slovensko U21
V prosinci 2014 Slovenský fotbalový svaz (SFZ) oznámil, že se Pavel Hapal stane od ledna 2015 hlavním trenérem slovenské fotbalové reprezentace do 21 let. Slovenskou jedenadvacítku dokázal dovést na Mistrovství Evropy 2017 v Polsku.

### AC Sparta Praha
Dne 6. března 2018 převzal tým AC Sparta Praha po odvolaném italském trenérovi Andrea Stramaccionim. Trenér Hapal byl nečekaně odvolán 27. července 2018 po pohárovém neúspěchu v Srbsku, kde Sparta nastoupila proti Spartaku Subotica. Jednalo se úvodní utkání druhého předkola Evropské ligy, Sparta podlehla 0:2.

### Slovenská reprezentace
Dne 22. října 2018 nastoupil jako hlavní trenér Slovenské fotbalové reprezentace. Byl prvním českým trenérem slovenské reprezentace v její historii. Dne 16. října 2020 byl po neúspěšném tažení v Lize Národů odvolán.

### Baník Ostrava
Dne 12. října 2022 převzal tým FC Baník Ostrava, kde nahradil odvolaného trenéra Pavla Vrbu.

## Úspěchy

### Hráčské

#### Bayer 04 Leverkusen
- 1× vítěz německého poháru (1993)

### Trenérské

#### MŠK Žilina
- 1× vítěz slovenské ligy (2009/10)
- postup do hlavní fáze Ligy mistrů UEFA 2010/11

#### Slovensko U21
- postup na Mistrovství Evropy U21 2017 v Polsku
- slovenský trenér roku 2017 (společně s Jánem Kozákem)

## Ligová bilance
| Klub                | Ročník                                   | Zápasy | Góly |
| ------------------- | ---------------------------------------- | ------ | ---- |
| TJ Sigma Olomouc    | 1. československá fotbalová liga 1986/87 | 5      | 0    |
| TJ Sigma Olomouc    | 1. československá fotbalová liga 1987/88 | 24     | 3    |
| Dukla Praha         | 1. československá fotbalová liga 1988/89 | 24     | 3    |
| Dukla Praha         | 1. československá fotbalová liga 1989/90 | 23     | 4    |
| TJ Sigma Olomouc    | 1. československá fotbalová liga 1989/90 | 3      | 1    |
| TJ Sigma Olomouc    | 1. československá fotbalová liga 1990/91 | 30     | 9    |
| TJ Sigma Olomouc    | 1. československá fotbalová liga 1991/92 | 30     | 11   |
| Bayer 04 Leverkusen | Německá fotbalová Bundesliga 1992/93     | 30     | 9    |
| Bayer 04 Leverkusen | Německá fotbalová Bundesliga 1993/94     | 25     | 1    |
| Bayer 04 Leverkusen | Německá fotbalová Bundesliga 1994/95     | 30     | 3    |
| CD Tenerife         | Primera División 1995/96                 | 31     | 1    |
| CD Tenerife         | Primera División 1997/98                 | 1      | 0    |
| CD Tenerife         | Primera División 1998/99                 | 1      | 0    |
| SK Sigma Olomouc    | Gambrinus liga 1998/99                   | 12     | 8    |
| AC Sparta Praha     | Gambrinus liga 1999/00                   | 6      | 2    |
| SK Sigma Olomouc    | Gambrinus liga 2000/01                   | 28     | 13   |
| SK Sigma Olomouc    | Gambrinus liga 2001/02                   | 9      | 1    |
|                     | LIGA CELKEM                              | 312    | 60   |